# James Murphy
James Murphy (teljes nevén James Franklin Murphy) (Portsmouth, Virginia, 1967. július 30. –) amerikai szólógitáros, aki az 1990-es években számos jelentős death metal és thrash metal együttesben zenélt. Elsők között alkalmazott dallamos gitárszólókat a death metalban. Két szólóalbuma jelent meg.

## Pályafutása
2001-ben tumort diagnosztizáltak az agyában, de szerencsésen felépült belőle. Azóta hangmérnökként dolgozik és gyakran szerepel vendégként különböző metalegyüttesek, mint például a Nevermore vagy a Malevolent Creation lemezein egy-egy dalban.

## Diszkográfia
- 1990 – Death – Spiritual Healing
- 1990 – Obituary – Cause of Death
- 1993 – Cancer – Death Shall Rise
- 1993 – Disincarnate – Dreams of the Carrion Kind
- 1994 – Testament – Low
- 1995 – Testament – Live at the Fillmore
- 1996 – James Murphy – Convergence
- 1997 – Konkhra – Weed Out the Weak
- 1999 – Konkhra – The Freakshow EP
- 1999 – Konkhra – Come Down Cold
- 1999 – Testament – The Gathering
- 1999 – James Murphy – Feeding the Machine